# Rickard Sandler

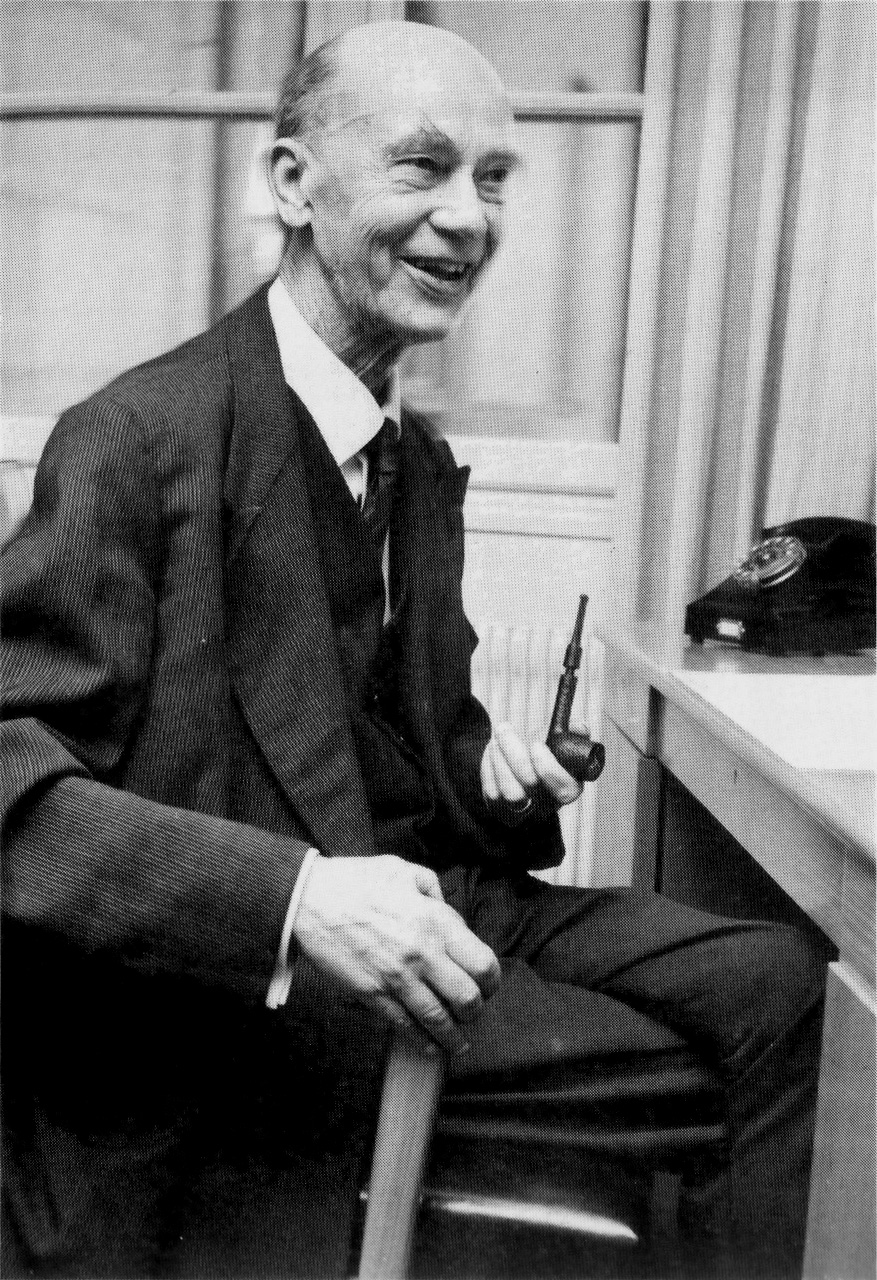
Rickard Sandler cirka 1960.

Rickard Johannes Sandler, född 29 januari 1884 i Torsåker, Ångermanland, död 12 november 1964 i Solna församling, var en socialdemokratisk politiker som var statsminister 1925–1926 samt utrikesminister 1932–1936 och 1936–1939.
Sandler arbetade under flera år som folkhögskolelärare och tog examen som filosofie licentiat år 1911. Han var vidare riksdagsman 1912–1916 (andra kammaren) och 1919–1964 (första kammaren), chef för SCB 1926–1932 samt landshövding i Gävleborgs län 1941–1950.
Sandler var en ledande intellektuell inom den samtida socialdemokratin och grundade Arbetarnas bildningsförbund, ABF. Under sin tid som statsminister genomdrev han en uppgörelse som innebar jämförelsevis låga försvarsutgifter. Detta kom att bli omdebatterat när säkerhetsläget senare försämrades under 1930-talet.
År 1909 gifte sig Sandler med aktivisten Maria Lindberg, med vilken han hade tre barn.

## Biografi

### Härkomst, utbildning, och yrkesbana
Rickard Sandler föddes i Torsåker i Västernorrlands län som son till folkhögskoleföreståndaren och blivande liberala riksdagsmannen Johan Sandler och Augusta Sundvall. Han avlade studentexamen vid Härnösands läroverk 1901. Efter en fil. kand. vid Uppsala universitet 1905 var han, med flera avbrott, 1905–1926 folkhögskolelärare vid Hola folkhögskola (där hans far var föreståndare) och Brunnsviks folkhögskola. Sandlers politiska karriär startade i SSU och gick spikrakt uppåt. Redan från 26 års ålder tillhörde han partistyrelsen, där han satt 1911–1952. Han hade tagit filosofie licentiatexamen i kulturgeografi vid Göteborgs högskola 1911 med avhandlingen Folkmängdsfördelningens kartografiska framställande, och blev chefredaktör för tidningen Ny Tid i Göteborg 1917.

### Ämbetsman och statsråd
I regeringen Edén blev han 1918 statssekreterare åt finansminister Fredrik Thorsson. I Brantings första regering fortsatte han som juristkonsult, men blev finansminister 23 juli 1920 då Thorsson startade det nya Handelsdepartementet. I Brantings andra regering 1921–1923 var han konsultativt statsråd och i den tredje 1924 blev han handelsminister. Till sistnämnda befattning blev han övertalad, då han varit inställd på att bli rektor vid Brunnsviks folkhögskola.
När Branting insjuknade ansågs finansminister Thorsson vara den självklare efterträdaren. Men samtidigt som Branting begärde avsked som statsminister i januari 1925 hade Thorsson fått besked om magcancer som krävde operation och konvalescens. Thorsson fick partiets uppdrag att snabbt föreslå kungen namnet på den nye statsministern. Samtidigt gjorde han upp med kungen om att inom regeringen utse Brantings efterträdare som regeringschef, ett något udda förfaringssätt. Thorsson agerade i författningens utkanter och hade därför att finna en lagom representativ kandidat som både kungen, det egna partiet och de borgerliga kunde acceptera. Av det skälet övervägde Thorsson troligen aldrig försvarsminister Per Albin Hansson eftersom han ännu var ett kontroversiellt namn, utan hade redan från start en favorit i Rickard Sandler, som varit hans egen statssekreterare.
Per Albin Hansson tog inte strid, eftersom han förmodligen betraktade Sandler som en föga trolig partiledarkandidat vid kommande partiledarval på kongressen 1928. En förklaring till att Sandler inte också blev partiledare har han själv givit uttryck för: "Per Albin hade bara ett intresse - politiken, närmare bestämt inrikespolitiken. Jag hade så många andra." Sandler hade en intellektuell framtoning och ansågs också vara inåtvänd och oåtkomlig, vilket gjorde honom respekterad och beundrad, men ingen självklar ledartyp.

### Ämbetstiden som Sveriges statsminister
Med Sandler fick Sverige en av sina yngsta statsministrar, knappt 41 år gammal. Hans tillträde markerade att ett tydligt generationsskifte skett inom socialdemokratin. Den andra generationens män – Sandler, Hansson, Ernst Wigforss, Gustav Möller, Per Edvin Sköld – skulle komma att dominera svensk politik under två-tre decennier.

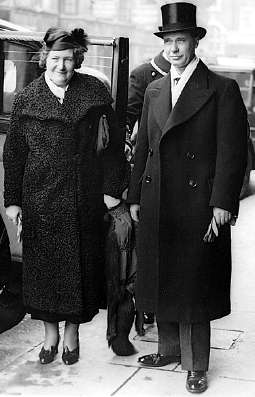
Utrikesminister Rickard Sandler med fru Maja Sandler, på väg till en audiens hos kung Georg VI i London år 1937.

Regeringen Sandlers uppdrag var att lotsa försvarsfrågan i hamn. Det var den frågan som fört socialdemokraterna till regeringsmakten, eftersom CG Ekman utlovat stöd från de frisinnade i det som kom att bli Sveriges största militära nedrustning någonsin. Försvarsminister Per Albin Hansson skulle senare, på tröskeln till andra världskriget, konstatera att man gått för hårt fram. Ett resultat av tidens prioritering innebar att finansminister Wigforss första budget innehöll en påtaglig sänkning av inkomstskatt och tullavgifter, bland annat i syfte att blockera förslag om högre utgifter för försvaret. Då försvarsfrågan var löst hade CG Ekman inte längre anledning att stödja regeringen. Arbetslöshetsfrågan kom i rikspolitikens fokus när regeringen upphävde Arbetslöshetskommissionens beslut om att neka ersättning till arbetslösa som vägrade ta arbete vid Stripagruvan vars gruvarbetare gått i strejk. Kommissionen hade brutit mot direktiven ansåg regeringen. De borgerliga, som hade majoritet i riksdagen, var av motsatt åsikt och riktade i statsutskottet klander mot regeringen. Den fälldes i misstroendevotum trots att Sandler höll ett 2 timmar och 37 minuter långt försvarstal i andra kammaren. Därmed skulle socialdemokraterna komma att stå utanför regeringen i sex år, ett rekord som stod sig fram till januari 2013. 

### Utrikes och inrikes regeringskonst
Valrörelsen 1928, då Per Albin efter partikongress blivit partiordförande, blev tuff då de borgerliga var på offensiven. Valet kom att kallas "kosackvalet". Socialdemokratin gjorde stora förluster. När man kom tillbaka efter valet 1932 utsåg tillträdande statsminister Hansson Sandler till utrikesminister, en post han skulle inneha fram till krigsutbrottet 1939 (utom sommaren 1936). Efter oenighet med statsministern om Finlandspolitiken, där Sandler ville ge aktivt stöd till Finland efter det sovjetiska överfallet i november 1939, tvingades han lämna regeringen.
Sandler fortsatte dock att som riksdagsledamot spela en framträdande roll inom utrikespolitiken så som ledamot av utrikesutskottet 1940–1964, dess ordförande från 1946, och FN-delegat 1947–1960. Han var landshövding i Gävleborgs län 1941–1950 och ordförande i statliga utredningar, bland annat Socialiseringsnämnden 1920–1936, Kommissionen för flyktings- och säkerhetstjänsten (Sandlerkommissionen) 1945–1947 och Författningsutredningen 1954–1963.

### Folkbildare, statistiker, och lekmannavetenskapare
Sandler var grundare av ABF 1912 och huvudförfattare till SAP:s marxistiskt orienterade partiprogram 1920. Han utgav den vitt spridda statistiska översikten Samhället sådant det är (1911) med samhällets klasskiktning i siffror. Åren 1926–1932 var han chef för SCB. Han översatte Marx Kapitalet till svenska och utgav även en uppmärksammad bok om chiffer (1943). Sandler var en duktig violinist och år 1930 valdes han in Kungl. Musikaliska akademien som ledamot nr 597. Han var dess preses under perioden 1932–1939. Han invaldes 1954 som ledamot nummer 979 i Kungliga Vetenskapsakademien.

### Karl Marx på svenska
Richard Sandler översatte 1930–1931 Karl Marx' och Friedrich Engels' stora trebandsverk Kapitalet (Das Kapital) till svenska. Hans översättning var standard ända tills 1969–1973 då Kapitalet kom ut i nyöversättning av Ivan och Ruth Bohman, på Bo Cavefors förlag.